# Joan I Tsimiscés
Joan I Tsimiscés (Ἰωάννης Τζιμισκῆς, Ioannis Tzimiskís) fou un destacat general i emperador romà d'Orient del 969 al 976. La manca de reconeixement pels serveis prestats al seu oncle, l'emperador Nicèfor II, el va portar a conspirar contra ell i assumir el poder.

## Orígens
Per part de pare pertanyia a la il·lustre família Curcues, d'origen armeni, net de Teòfil Curcues, personalitat del regnat de Romà I Lecapè i nebot del famós general Joan Curcues. La seva mare era germana del general Nicèfor Focas, que va ser emperador.
S'havia especulat que el seu renom Tsimiscés derivava de la paraula armènia Txemeixkik (Չմշկիկ), que vol dir «botes vermelles» o d'una altra paraula armènia que vol dir «de baixa estatura». L'historiador Mateu d'Edessa en dona una explicació diferent: afirma que Tsimiscés és una paraula indicadora de la seva procedència, ja que ell venia d'una àrea de la regió de Khozan, anomenada Chmushkatzag. Khozan pertany a la regió de Paghnatun, dins la província romana d'Orient de l'Armènia Quarta (Sophene).

## Càrrecs militars i polítics
Joan Tsimiscés va servir de jove en l'exèrcit romà d'Orient i, ja fos perquè va destacar al camp de batalla o pel seu parentiu amb el famós general Nicèfor Focas, aviat va ascendir. Per assegurar la seva posició es va casar amb Maria, filla del general Bardes Escler. Abans dels vint-i-cinc anys ja li havien confiat la direcció del tema d'Armènia. L'Imperi Romà d'Orient estava llavors en guerra contra els seus veïns de l'est, que eren els diversos emirats autònoms i semiautònoms resultat de la desintegració del Califat Abbàssida. El més prominent d'aquests enemics era l'emirat hamdànida d'Alep, governat per Sayf al-Dawla. Armènia servia de província fronterera i era, per tant, territori de conflictes a causa de l'expansionisme abbàssida. Joan Tsimiscés es va unir amb les seves tropes a les el seu oncle Nicèfor Focas i entre tots dos van efectuar una defensa eficaç. El 962 el líder hamdànida va acceptar signar la pau que va servir de seguretat durant alguns anys. Tsimiscés es va distingir durant la guerra, sobretot en la batalla de Raban el 958 i es va fer popular entre les tropes per haver tingut iniciatives que van capgirar el curs de la batalla.

## Mort de Romà II
A la mort de l'emperador Romà II el març del 963, Tsimiscés va pressionar el seu oncle perquè usurpés el tron al·legant que sens dubte estava més capacitat que la vídua de l'emperador, una dona de mala reputació, i els dos fills, encara nens, i Nicèfor s'ho va pensar durant un temps. A l'abril, Nicèfor va anar a Constantinoble per celebrar el seu triomf (a l'estil de l'antic Imperi Romà) i va acusar Josep Bringas, el secretari d'Estat, d'intentar matar-lo. Va cercar refugi a l'església de Santa Sofia i allà es va guanyar el suport del patriarca Polieucte per convèncer l'emperadriu de tornar a ser nomenat comandant en cap de l'exèrcit a orient. Josep Bringas, desoint el patriarca, va nomenar comandant en cap Marià Argir i també li va oferir el tron; per altra banda va escriure a Joan Tsimiscés, oferint-li el lloc del seu oncle si li donava suport. Tsimiscés, en canvi, va ensenyar la carta al seu oncle i el va instar a entrar en acció. Al juny Nicèfor així ho va fer, però es va veure obligat a casar-se amb l'emperadriu Teòfano perquè el poble volia que els fills de Romà II heretessin el tron amb el temps i el matrimoni n'era la manera més ben vista.
Tsimiscés va continuar servint en l'exèrcit. El 964 Joan va conquerir bona part de Cilícia, va creuar les muntanyes Amanos, va entrar a Síria i va assolar la vall de l'Orontes. Mopsuèstia (rebatejada Massissa) estava resistint a les forces imperials dirigides per Nicèfor II quan va arribar Joan i va assaltar impetuosament la ciutat i la va conquerir.
Tots aquests serveis no foren agraïts; les intrigues del germà de l'emperador, Lleó Focas, el van privar del seu comandament a l'exèrcit i fou enviat a l'exili.
No obstant això, l'emperadriu Teòfano havia esdevingut secretament la seva amant, el rebia al palau imperial fent-lo passar disfressat de dona fins als apartaments privats, i va aconseguir que fos enviat a Calcedònia, on va poder mantenir els seus contactes sexuals.

## Ascens al tron
Nicèfor II s'havia guanyat l'enemistat d'alguns generals i del clergat a través de determinades normatives i manca de tacte. Joan Tsimiscés es va guanyar un grup de militars descontents i la nit de l'11 al 12 de desembre del 969 van entrar al palau pujant per les muralles amb cistelles lligades a cordes que van estirar alguns dels servidors de l'emperadriu. Van anar a la cambra de Nicèfor i es van sorprendre de no trobar-lo al llit, perquè tenia costum de dormir a terra, però es va despertar i es va voler enfrontar a Joan, qui el va matar. L'endemà, Joan Tsimiscés es va fer proclamar emperador.
Tenia intenció de casar-se amb la vídua Teòfano, però el patriarca Polieucte s'hi va oposar i li va imposar algunes condicions. El seu primer acte com a emperador fou enviar a l'exili el seu enemic Lleó Focas, germà de Nicèfor; el segon fou obeir el patriarca Polieucte i després d'efectuar la cerimònia del matrimoni va desterrar Teòfano a un monestir; la tercera cosa fou repartir una part de la seva propietat privada entre els pobres i construir un esplèndid hospital a la part asiàtica del Bòsfor com a penitència per l'assassinat que havia comès.

## Campanya contra la Rus de Kíev

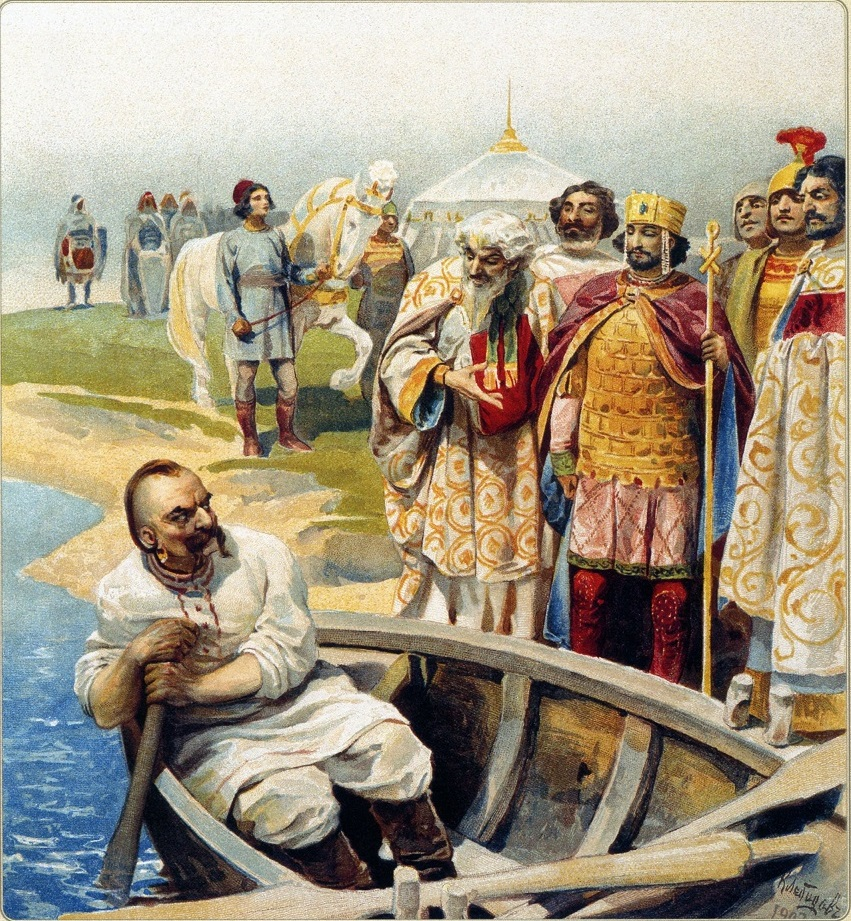
Trobada entre Sviatoslav I de Kíev i les tropes de Joan I Tsimiscés.

Seguidament va enviar el seu general Nicolau contra els àrabs que estaven assetjant Antioquia, i el general Bardas Escler contra els russos que havien travessat Bulgària i assetjaven Adrianòpolis. Els dos generals van triomfar, però aviat va esclatar la revolta de Bardas Focas, el fill de Lleó Focas, que es va proclamar emperador a Cesarea amb el suport del seu pare i el seu germà Nicèfor Focas. La revolta va ser sufocada i Lleó i Nicèfor Focas fets presoners i condemnats a mort però Joan els va perdonar la vida i els va enviar a l'exili. Quan més tard es van revoltar per segona vegada van ser cegats i enviats novament a l'exili. Bardas Focas es va haver de rendir a Bardas Escler i va ser obligat a agafar l'hàbit monàstic i passar la resta de la seva vida en un convent de Quios.
Joan va iniciar els tràmits d'anul·lació del seu matrimoni amb Teòfano, però com que no volia perdre el lligam amb l'anterior família imperial es va casar amb Teodora, filla de Constantí VII (Constantí Porfirogènit). Després de la mort del seu pare, Teodora havia estat en un convent per decisió de Teòfano, i la seva unió amb Tsimiscés el novembre del 970 va ser vista amb simpatia pel poble que reverenciava a Porfirogènit.
Sviatoslav I de Kíev en 968 va atacar el Primer Imperi Búlgar i Tsimiscés va sortir contra ells amb una flota pel Danubi i els va tallar la retirada pel nord però els varegs van conquerir la capital Preslav i va deixar una part del seu exèrcit però va haver de tornar a Kíev per aixecar el setge que els petxenegs havien establert. En 971, l'emperador romà d'Orient Joan I Tsimiscés va intervenir en la contesa i va derrotar Sviatoslav durant el setge de Doròstolon. Després d'això, Borís II de Bulgària va ser solemnement destronat a Constantinoble i Bulgària oriental es va convertir en un protectorat de l'imperi. També va provocar la caiguda del País dels Khàzars i amb les campanyes va aconseguir sotmetre també als búlgars del Volga, als alans i a altres tribus eslaves orientals, gràcies a les seves aliances amb els magiars i els petxenegs.

## Revoltes àrabs i mort
Una nova guerra amb els àrabs va portar a Tsimiscés a Síria. Una vegada més el geni militar de l'emperador va portar a noves victòries i va arribar fins a Palestina fins que els àrabs van demanar la pau.
Quan tornava d'aquesta expedició va veure nombroses hisendes i vil·les a Cilícia i el van informar que pertanyien a Basili Lecapè, un dels seus eunucs principals; l'emperador va pensar que era excessiu i va sospitar de l'honradesa de l'eunuc; Basili en va ser informat però va dissimular. Uns dies després l'emperador es va posar malalt i just va poder arribar a la capital i va morir el 10 de gener del 976 als 51 anys. Si Basili va tenir alguna cosa a veure en la seva mort entra al terreny de l'especulació.